# 羊栖菜
羊栖菜（學名：Sargassum fusiforme），又名鹿尾菜，为属于褐藻门马尾藻科马尾藻属的藻类，一般都為野生，生長於中国、韓國及日本對開的海域。
羊棲菜在過去幾個世紀以來一直是日本飲食的一部分。羊棲菜富含膳食纖維和鈣、鐵、鎂等必需礦物質。根據日本民間傳說，羊棲菜有助於健康及美麗，還可令頭髮變得厚實、烏黑及有光澤。在過往30年，羊棲菜一直都在英國天然產品商店銷售，而在北美亦有採用羊棲菜於烹飪用途。
近年有研究指羊棲菜含有無機砷或其他重金屬，分量可能會危害人體健康，在日本以外的多個國家和地区（包括英國、美國、加拿大及香港、台灣）都被建議不要進食。

## 外部連結
- 日本ひじき協議会 （页面存档备份，存于）
- ヒジキに含まれるヒ素の低減に向けた取組：農林水産省 （页面存档备份，存于）
- . kotobank （日语）.
- ひじき （页面存档备份，存于） 海藻海草標本図鑑